# Razali Rashid
 (février 2017).
Si vous disposez d'ouvrages ou d'articles de référence ou si vous connaissez des sites web de qualité traitant du thème abordé ici, merci de compléter l'article en donnant les références utiles à sa vérifiabilité et en les liant à la section « Notes et références ».
Razali Rashid (né à Singapour) est un joueur de football international singapourien, qui évoluait au poste d'attaquant.

## Biographie

### Carrière en sélection
Il participe avec l'équipe de Singapour à la Coupe d'Asie des nations de 1984 ainsi qu'à la Merlion Cup 1984 (en).